# 楊曉輝
楊曉輝（1949年—），京劇鼓師、作曲家，上海人，在江蘇京劇院工作，中國國家1級演員（正高級職稱），著有《京劇司鼓藝術與技巧》等書。
他在北京中國戲曲學校（現在的中國戲曲學院）先學淨行，后改習武場（打擊樂），系統學習京劇司鼓藝術，跟過白登雲等多位先生，還曾獲選到北京中央音樂學院學習作曲專業。
他和萬瑞興共同創作京劇現代戲《江姐》（張火丁主演）的音樂。
他的京劇音樂作品還有《海州灣》、《培爾·金特》（易卜生原著）等。
曾應邀客座台灣國立國光劇團。